# Río Mesa
El río Mesa es un curso de agua del interior de la península ibérica, afluente del río Piedra. Perteneciente a la cuenca hidrográfica del Ebro, discurre por las provincias españolas de Guadalajara y Zaragoza.

## Características
Es un río de no mucho caudal. Sus únicos afluentes son pequeños arroyos que únicamente tienen agua en primavera. En los años de sequía sus afluentes se secan completamente en algunos tramos, principalmente la zona del Tormo entre Anchuela y Mochales y un tramo entre Calmarza y Jaraba. En este último pueblo, el río recibe gran cantidad de agua procedente de sus fuentes termales.

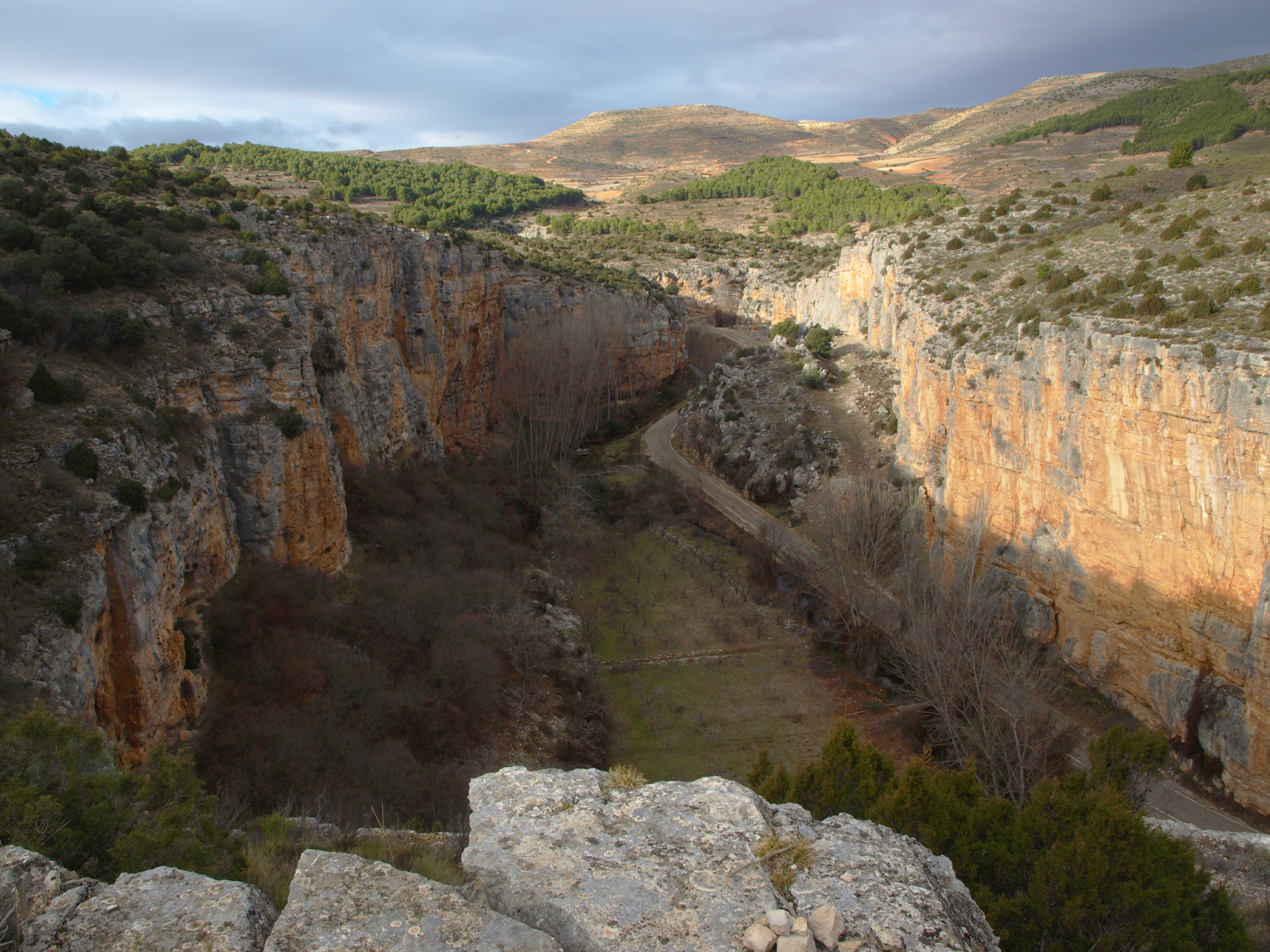
Hoces del río

Hay pesca de trucha y otras especies. Antiguamente el río poseía gran cantidad de ejemplares del cangrejo de río ibérico, actualmente prácticamente extinguido tras la introducción del cangrejo rojo americano. Hay algunos indicios que apuntan a que en algunas zonas podría vivir la nutria.
Pertenece a la vertiente del Ebro y tiene la particularidad de ser, junto con el río Piedra, los únicos afluentes de este río que nacen en la provincia de Guadalajara, en Selas. Desemboca en el embalse de la Tranquera, en el término municipal zaragozano de Nuévalos.
El Diccionario geográfico-estadístico-histórico de España y sus posesiones de Ultramar de Pascual Madoz hace al río Piedra afluente del Mesa. El río aparece descrito en el undécimo volumen de dicha obra de la siguiente manera:

MESA: r., tiene su nacimiento en la prov. de Guadalajara, á la falda de la sierra de Aragoncillo en el térm. jurisd. de Selas, part. jud. de Molina de Aragón; en el que marchando de S. á N., recorre los térm. de Anquela del Ducado, Turmiel y Anchuela del Campo, desde cuyo último punto pasa á regar una deliciosa vega fértil en frutas, hortalizas y vino, sobre la que estan los pueblos de Mochales, Algar y Villel; por la jurisd. de este último, después de haber prestado dicho beneficio, el de la pesca de esquisitas aunque no muy abundantes truchas, y haber impulsado 7 molinos harineros, en su curso de 6 leg. por el part.; lo abandona y penetra en el de Ateca (prov. de Zaragoza), baña los térm. de Calmarza donde mueve un molino de papel; Jaraba, Ibdes en el que hace andar otro molino harinero, Carenas en cuyo térm. tiene otro artefacto de la misma clase, y recibe, junto á la Granja de Somed, las aguas del r. Piedra, continuando á Castejon de las Armas cuyo pueblo atraviesa, y despues de fertilizar su deliciosa vega y dar movimiento á un molino harinero y otro de papel, sigue al térm. de Ateca por el que desagua en el Jalon.
(Madoz, 1848, pp. 393-394)